# Castelluccio (comune soppresso)
Castelluccio (Castëllùccë in dialetto lucano) è stato un comune italiano della provincia di Potenza, costituito dagli attuali comuni di Castelluccio Inferiore e Castelluccio Superiore. La separazione amministrativa avvenne nel 1813.
Fu ricostituito nel 1928 e ridiviso nel 1935.

## Storia
Castelluccio venne fondata tra l'XI e XII secolo, sia sui resti della "Tebe Lucana", città costruita dall'antica popolazione italica degli Osci, sia sulle rovine dell'antica città presannita e romana Nerulum.

### Nascita degli abitati
La costruzione dell'abitato avvenne secondo le procedure di edificazione medioevale, che come nel caso di Castelluccio, prevedeva due distinti insediamenti: l'insediamento superiore e l'insediamento inferiore

#### Insediamento superiore (Castello)
La nascita dell'insediamento superiore, chiamato Castello, venne realizzato in collina tramite la tecnica dell'incastellamento medievale.

#### Insediamento inferiore (Borgo)
La nascita dell'insediamento inferiore, chiamato Borgo, avvenne a valle. Poco protetto e fortificato, era adiacente a terreni coltivabili e vie di transito.